# Альберта Гантер
Альбе́рта Га́нтер (англ. Alberta Hunter; 1 квітня 1895, Мемфіс, штат Теннессі, США — 17 жовтня 1984) — американська блюзова співачка та авторка пісень.

## Життєпис
Народилася 1 квітня 1895 року в Мемфісі, штат Теннессі. У 1906 році вона втікає з рідного міста в Чикаго, мріючи стати співачкою. У Чикаго вона спочатку працювала в пансіонаті на кухні, за шість доларів на тиждень, плюс проживання та харчування. У 1911 році вона вже виконувала блюз на сцені нічного клубу «Dago Frank's». Згодом вона виступала у клубі «Elite Cafe # 1», «Panama Cafe», «The De Luxe Cafe» та провідному кабаре міста «Hugh Hoskin's saloon».
У 1915 році Альберта Гантер перевезла в Чикаго свою матір.
1917 року Альберта Гантер вирушила на гастролі в Європу, виступала у Парижі та Лондоні.
У 1921 році Альберта Гантер переїжджає в Нью-Йорк. Вона виступала в різних клубах Нью-Йорку під акомпанемент багатьох відомих джазменів, в тому числі Луї Армстронга, Флетчера Гендерсона, Юбі Блейка, Сіднея Беше. Брала участь в різноманітних шоу на Бродвеї.
1923 році Гантер стала першою афроамериканською, яка співала під акомпанемент оркестру, який складався з білих музикантів.
Під час Другої світової війни вона в складі Об'єднаної служби організації дозвілля військ виступала в Європі, Азії, Австралії та Океанії.
Після закінчення війни Гантер повернулася в США, де продовжувала виконувати блюз до 1956 року.
У 1954 році, після смерті матері, вона закінчила курси медсестер, залишила сцену та з 1957 року працювала медсестрою в лікарні «Ґолдвотер», Нью-Йорк.
У 1960-х роках Гантер двіччі поверталася до сольної кар'єри, на прохання друзів, та записала декілька пісень. У 1962 році записала альбом Songs We Taught Your Mother спільно з Вікторією Спайві і Люсіль Гегемін лейблі Bluesville (дочірньому Prestige).
1978 році вона повертається на сцену, підписала контракт з «Columbia Records», та продовжувала виступати до кінця свого життя.
Померла 17 жовтня 1984 року в Нью-Йорці. Похована на цвинтарі Фернкліфф, Гартсдейл, Вестчестер, штат Нью-Йорк.

## Особисте життя
Хантер була лесбійкою, але тримала свою сексуальну орієнтацію у таємниці.
У 1919 році взяла шлюб з Віллардом Саксбі Таунсендом. Шлюб розпався в 1923 році, після того, як чоловік дізнався, що Альберта Гантер є лесбійкою. Незабаром Альберта Гантер зустріла Лотті Тайлер, племінницю відомого коміка Берта Вільямса. Їхні стосунки тривали до смерті Тайлер.

## Вшанування пам'яті
2011 року Альберту Гантер було занесено до Зали слави блюзу, а у 2015 році до Мемфіської музичної зали слави.

## Дискографія
- Songs We Taught Your Mother (Bluesville, 1962) з Вікторією Спайві і Люсіль Гегамін
- Alberta Hunter with Lovie Austin and her Blues Serenaders (1962)
- Amtrak Blues (1978)
- Legendary Alberta Hunter: ’34 London Sessions (1981)
- The Glory of Alberta Hunter (1981)
- Classic Alberta Hunter: The Thirties (1981)
- Young Alberta Hunter: The Twenties (1981)
- Complete Recorded Works, Vol. 1 (1921—1923)(1996)
- Complete Recorded Works, Vol. 2 (1923–24) (1996)
- Complete Recorded Works, Vol. 3 (1924–27) (1996)
- Complete Recorded Works, Vol. 4 (1927–46) (1996)
- Downhearted Blues: Live at the Cookery (2001)